# 耀安邨

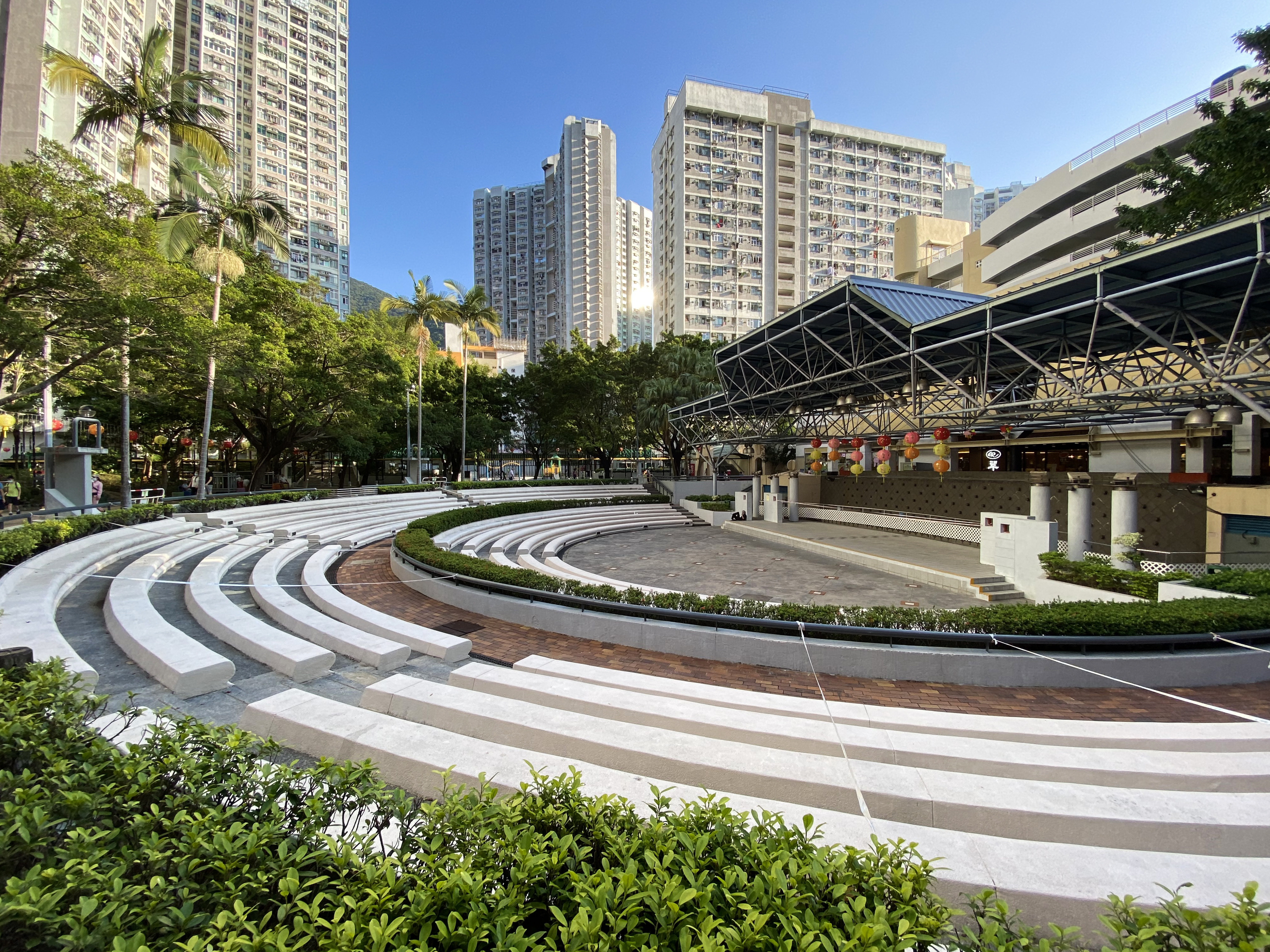
露天劇場

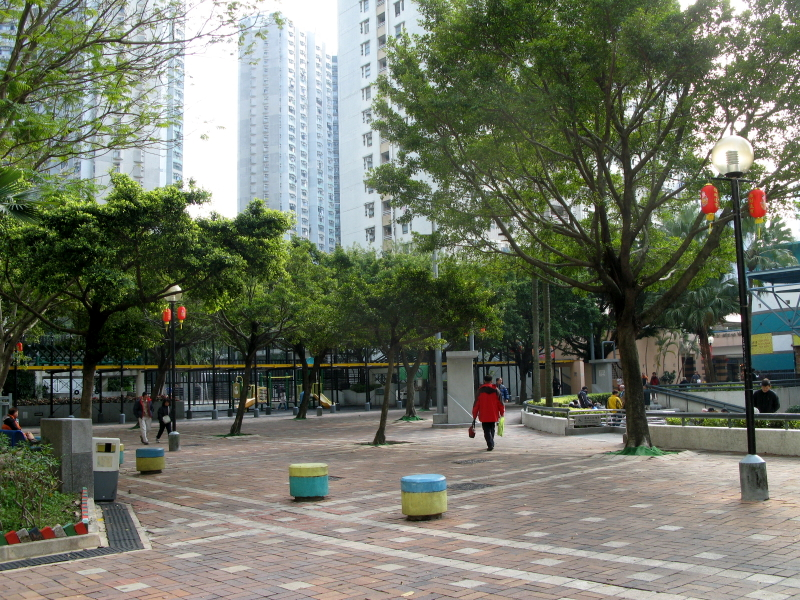
花園廣場

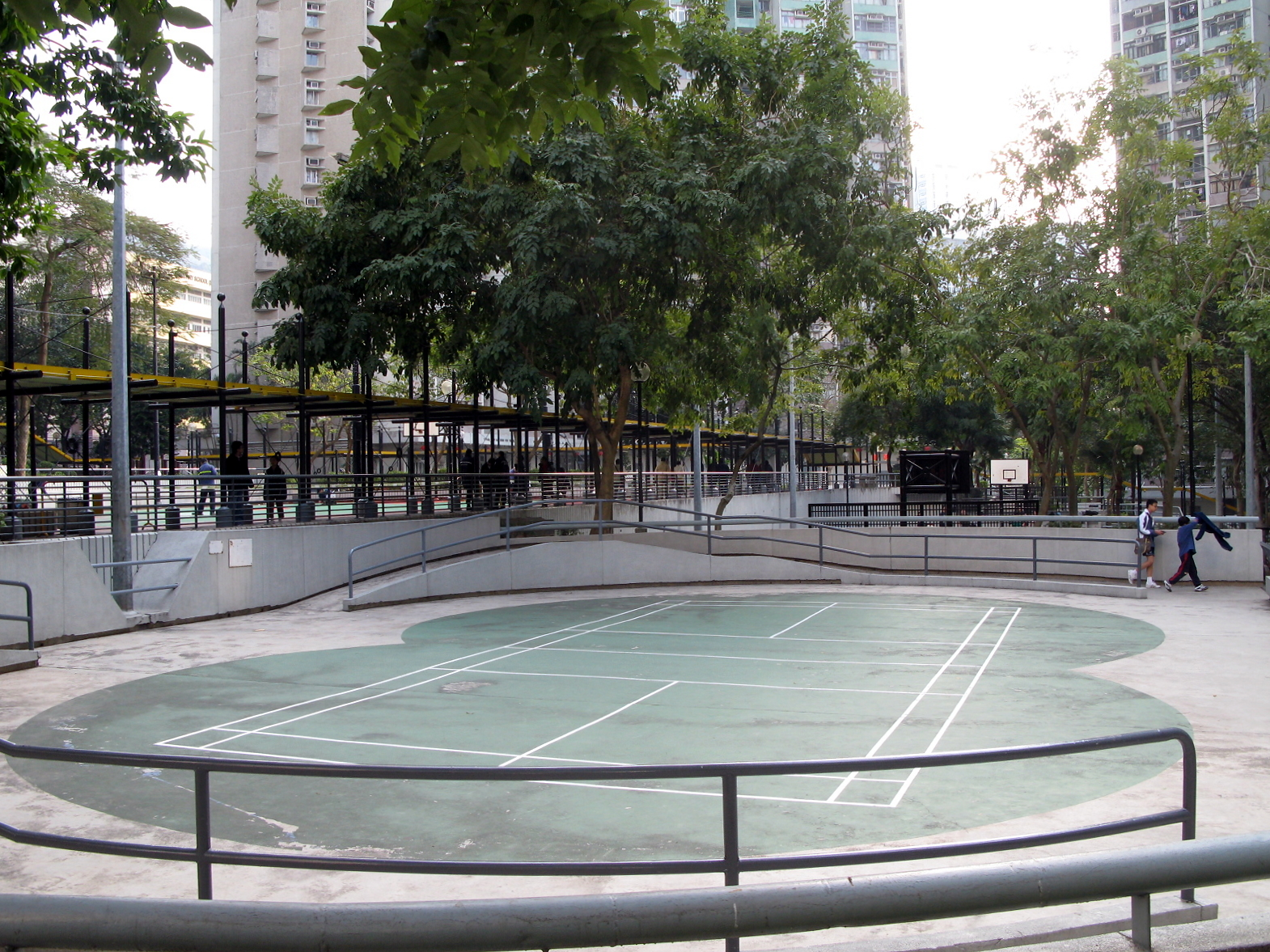
滾軸溜冰場、羽毛球場及有蓋行人通道

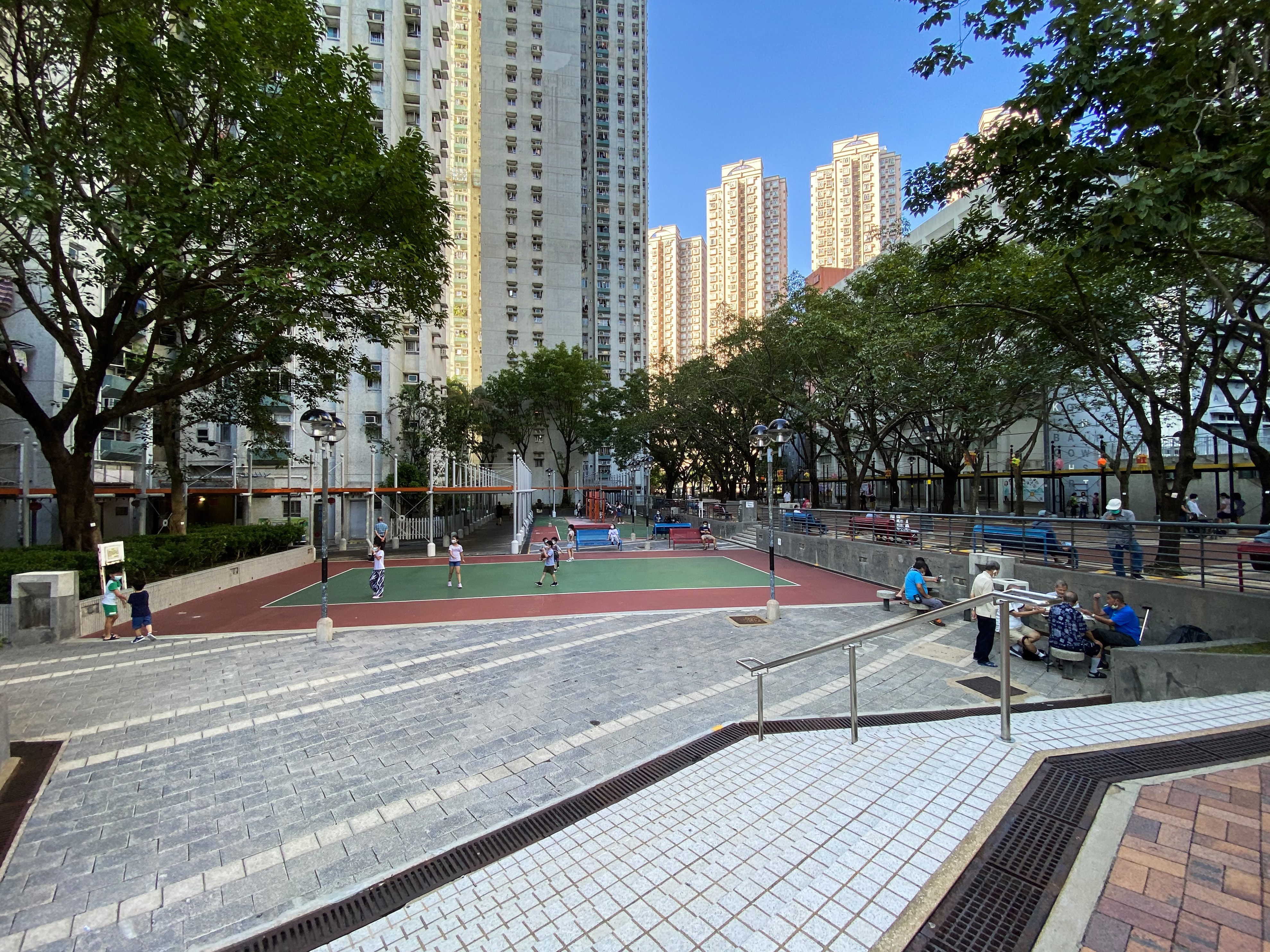
鄰近錦禧苑的活動空間

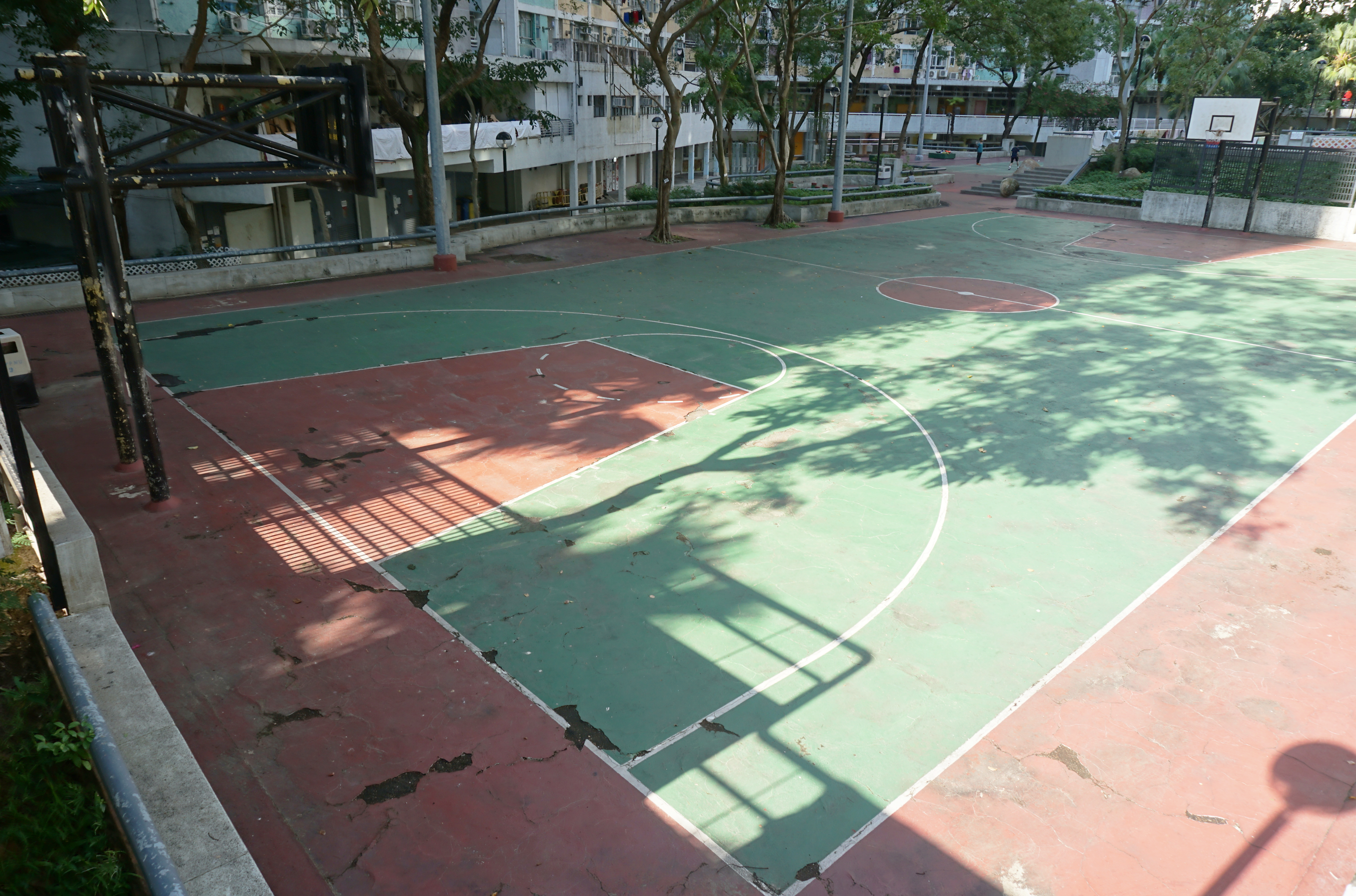
籃球場

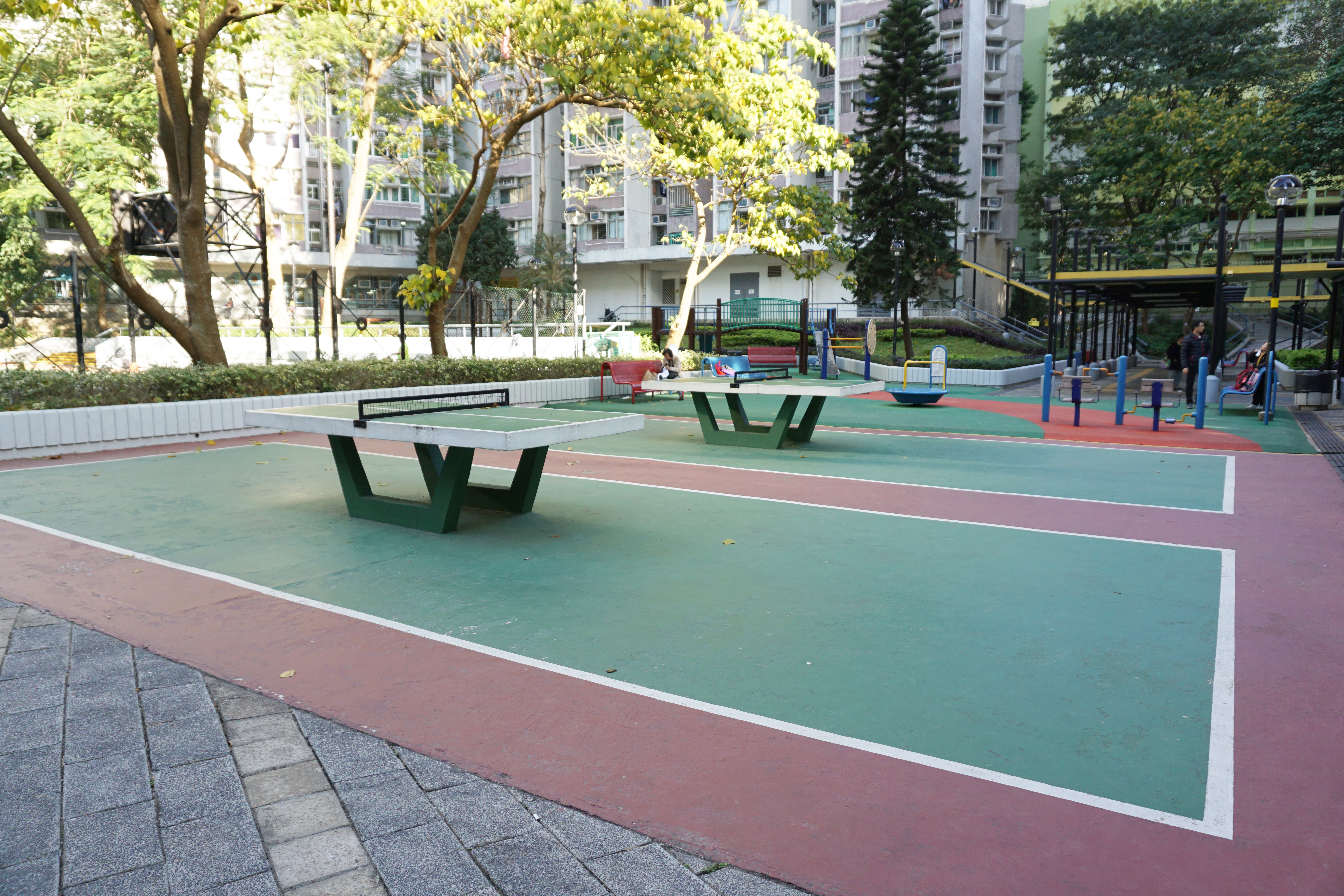
乒乓球枱、健體區、團團轉及滑梯

耀安邨（英語：Yiu On Estate）位於香港新界沙田區馬鞍山的東部，項目編號為ST14，但已列入擴展市區配屋區內，由房屋署總建築師擔任設計建築師，王董建築師事務所擔任細部項目建築師，乃馬鞍山第二個入伙的公共屋邨，於1985年動工，1988年入伙。與毗鄰的居屋屋苑錦禧苑由時任香港房屋委員會建築小組委員會主席，王董建築師事務所主席何承天於1990年11月29日主持揭幕。耀安邨是昔日馬鞍山礦場經篩選的鐵砂付運到日本的碼頭舊址。
錦禧苑（英語：Kam Hay Court）是香港房屋委員會的居屋屋苑之一，位於新界沙田區的馬鞍山，與耀安邨為鄰，屬居屋第九期丙，乃馬鞍山區第二個居者有其屋計劃屋苑。

## 簡介
耀安邨於1988年落成，是馬鞍山新市鎮第二個入伙的屋邨，共有7座樓宇，是最早獲納入租者置其屋計劃的公共屋邨，現時由恒益物業管理有限公司負責物業管理。

## 屋邨資料
耀安邨是房屋署改用採用預製組件施工法前，最後一批完全採用機械式／半機械式施工技術（即抬模或預製樓板+主力牆）興建的的標準型甲類屋邨及居屋大廈之一。

### 樓宇

#### 耀安邨
| 樓宇名稱（座號） | 樓宇類型            | 入伙年份 | 樓宇層數 （住宅層數） | 每層伙數 | 單位數目（伙） | 建築師                            | 承建商   | 提供升降機的廠商及型號 | 期數 |
| ---------------- | ------------------- | -------- | --------------------- | -------- | -------------- | --------------------------------- | -------- | ---------------------- | ---- |
| 耀和樓（第1座）  | 雙翼新長型呈120度   | 1988年   | 21 （3-21樓）         | 40       | 758            | 房屋署總建築師、 王董建築師事務所 | 新昌營造 | 東芝 CV40（ACVV）      | 2    |
| 耀平樓（第2座）  | Y4型 （早期型設計） | 1988年   | 35 （2-35樓）         | 18       | 612            | 房屋署總建築師、 王董建築師事務所 | 有利建築 | 通力 TMS（DC）         | 1    |
| 耀謙樓（第3座）  | Y3型 （早期型設計） | 1988年   | 35 （3-35樓）         | 24       | 792            | 房屋署總建築師、 王董建築師事務所 | 有利建築 | 通力 TMS（DC）         | 1    |
| 耀遜樓（第4座）  | Y3型 （早期型設計） | 1988年   | 35 （2-35樓）         | 24       | 800            | 房屋署總建築師、 王董建築師事務所 | 有利建築 | 通力 TMS（DC）         | 1    |
| 耀頌樓（第5座）  | Y4型 （早期型設計） | 1989年   | 35 （2-35樓）         | 18       | 612            | 房屋署總建築師、 王董建築師事務所 | 新昌營造 | 東芝 CL30（DC）        | 2    |
| 耀欣樓（第6座）  | Y4型 （早期型設計） | 1989年   | 35 （2-35樓）         | 18       | 612            | 房屋署總建築師、 王董建築師事務所 | 新昌營造 | 東芝 CL30（DC）        | 2    |
| 耀榮樓（第7座）  | Y4型 （早期型設計） | 1989年   | 35 （2-35樓）         | 18       | 612            | 房屋署總建築師、 王董建築師事務所 | 新昌營造 | 東芝 CL30（DC）        | 2    |

註：以粗體字標注的樓宇設有供1-2人住戶入住的「劏房」。

#### 錦禧苑
| 樓宇名稱（座號）      | 樓宇類型                | 入伙年份 | 樓宇層數 （住宅層數） | 每層伙數 | 單位數目（伙） | 建築師                            | 承建商          | 提供升降機的廠商  |
| --------------------- | ----------------------- | -------- | --------------------- | -------- | -------------- | --------------------------------- | --------------- | ----------------- |
| 錦歡閣（A座／第8座）  | 新十字型 （1984年版本） | 1990年   | 35 （1-35樓）         | 10       | 350            | 房屋署總建築師、 王董建築師事務所 | 葡萄牙SOMEC公司 | 英國通用電氣-捷運 |
| 錦欣閣（B座／第9座）  | 新十字型 （1984年版本） | 1990年   | 35 （1-35樓）         | 10       | 350            | 房屋署總建築師、 王董建築師事務所 | 葡萄牙SOMEC公司 | 英國通用電氣-捷運 |
| 錦榮閣（C座／第10座） | 新十字型 （1984年版本） | 1989年   | 35 （1-35樓）         | 10       | 350            | 房屋署總建築師、 王董建築師事務所 | 葡萄牙SOMEC公司 | 英國通用電氣-捷運 |

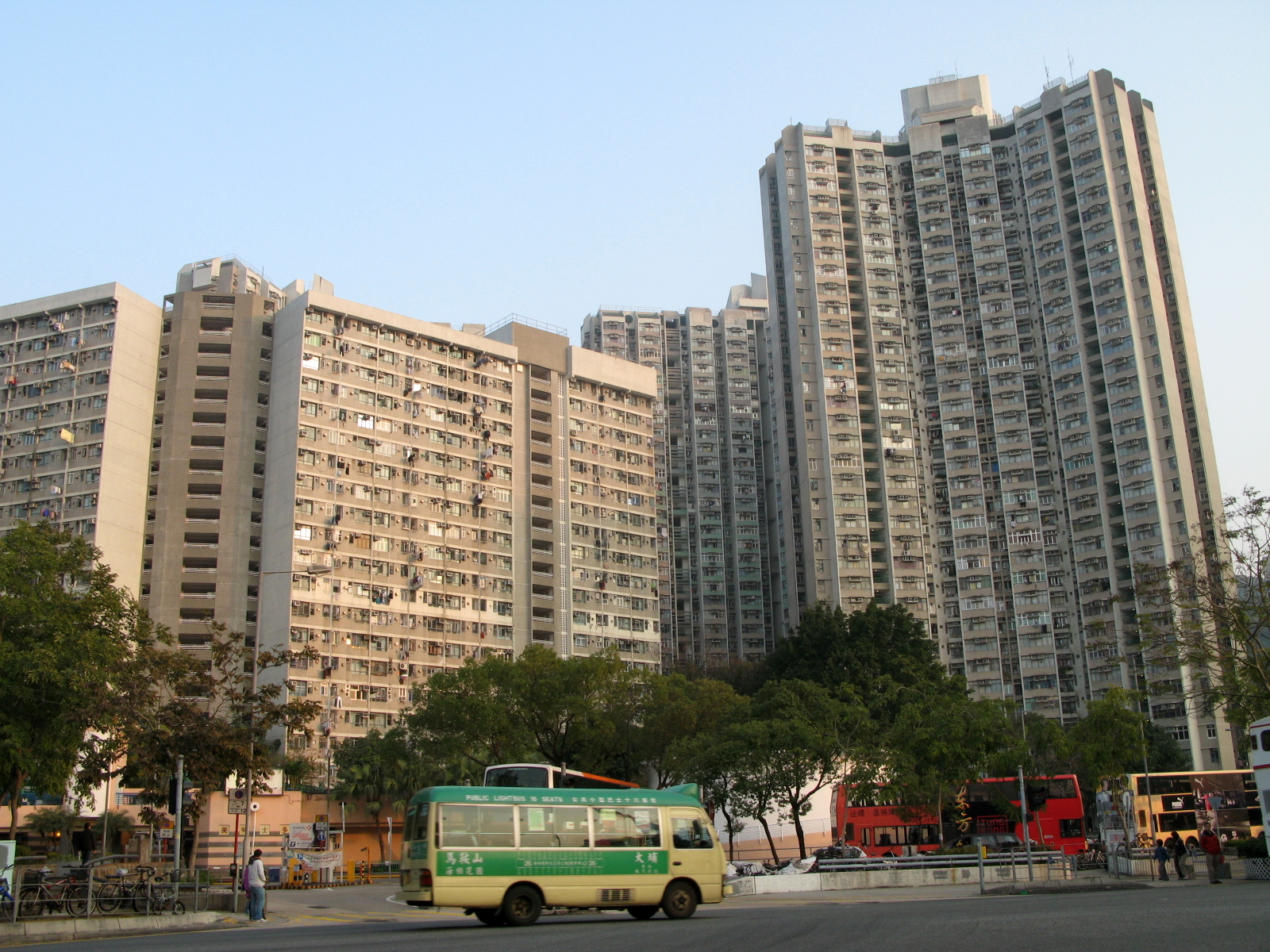
耀安邨部份樓宇（2008年2月）
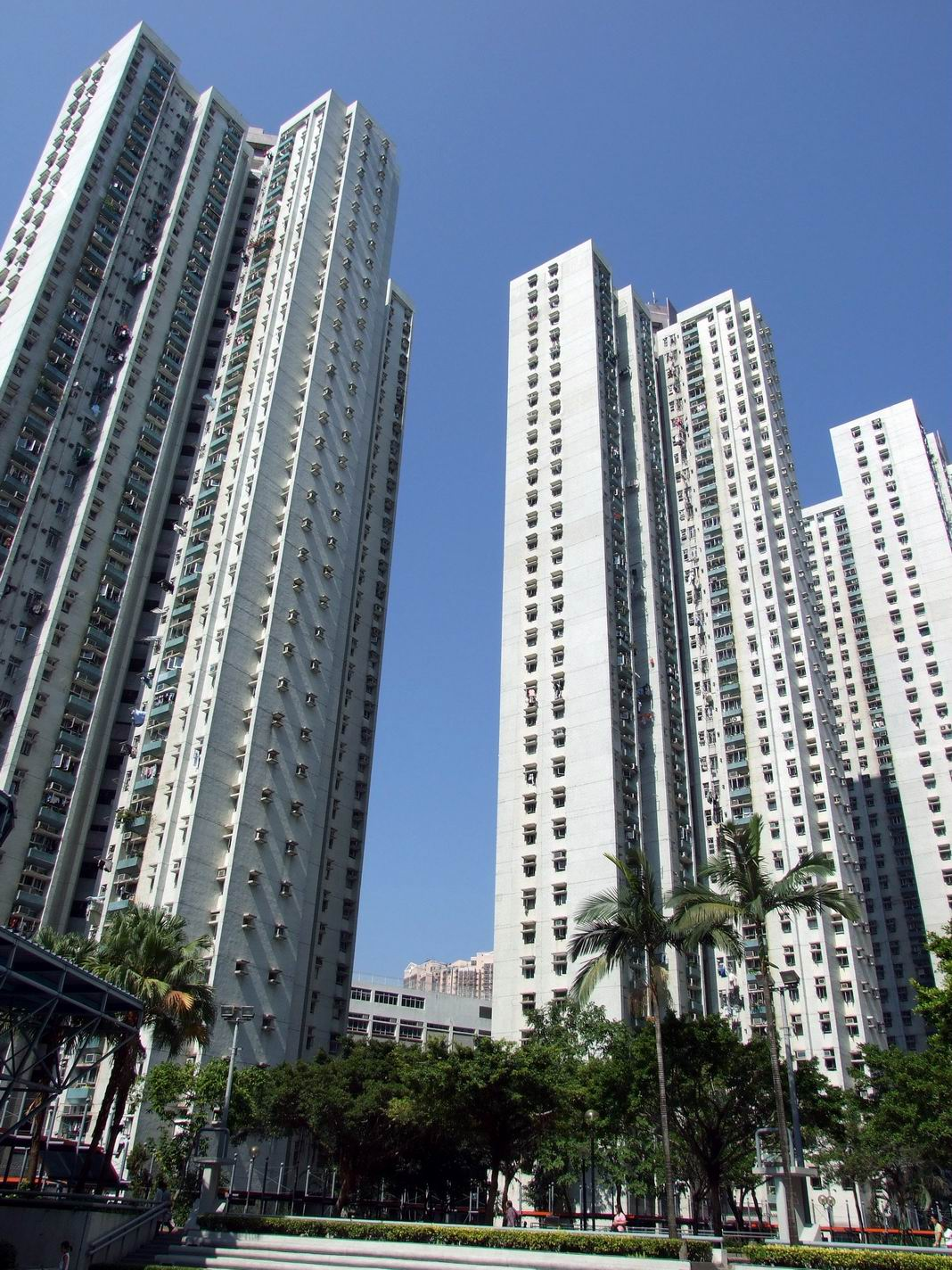
錦禧苑

### 設施
耀安邨內設有多項設施，包括多層停車場、耀安商場、露天劇場、滾軸溜冰場、四個籃球場、兩個排球場、一個足球場及兒童遊樂場，屋邨內設有蓋行人通道連接各座樓宇。其他設施包括議員辦事處、屋邨管理處、青少年中心、安老院、老人中心、中途宿舍及庇護工場。

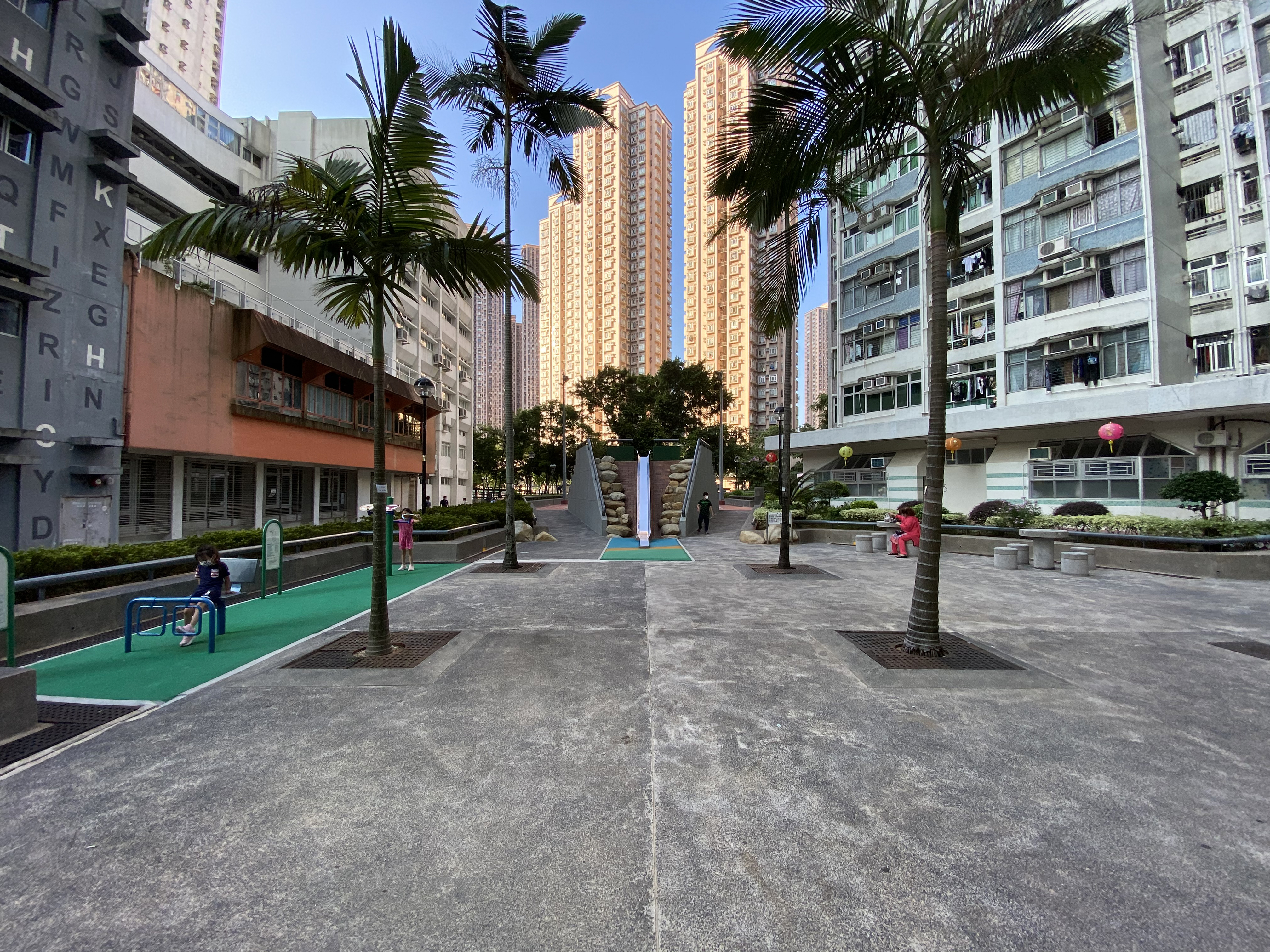
兒童遊樂場
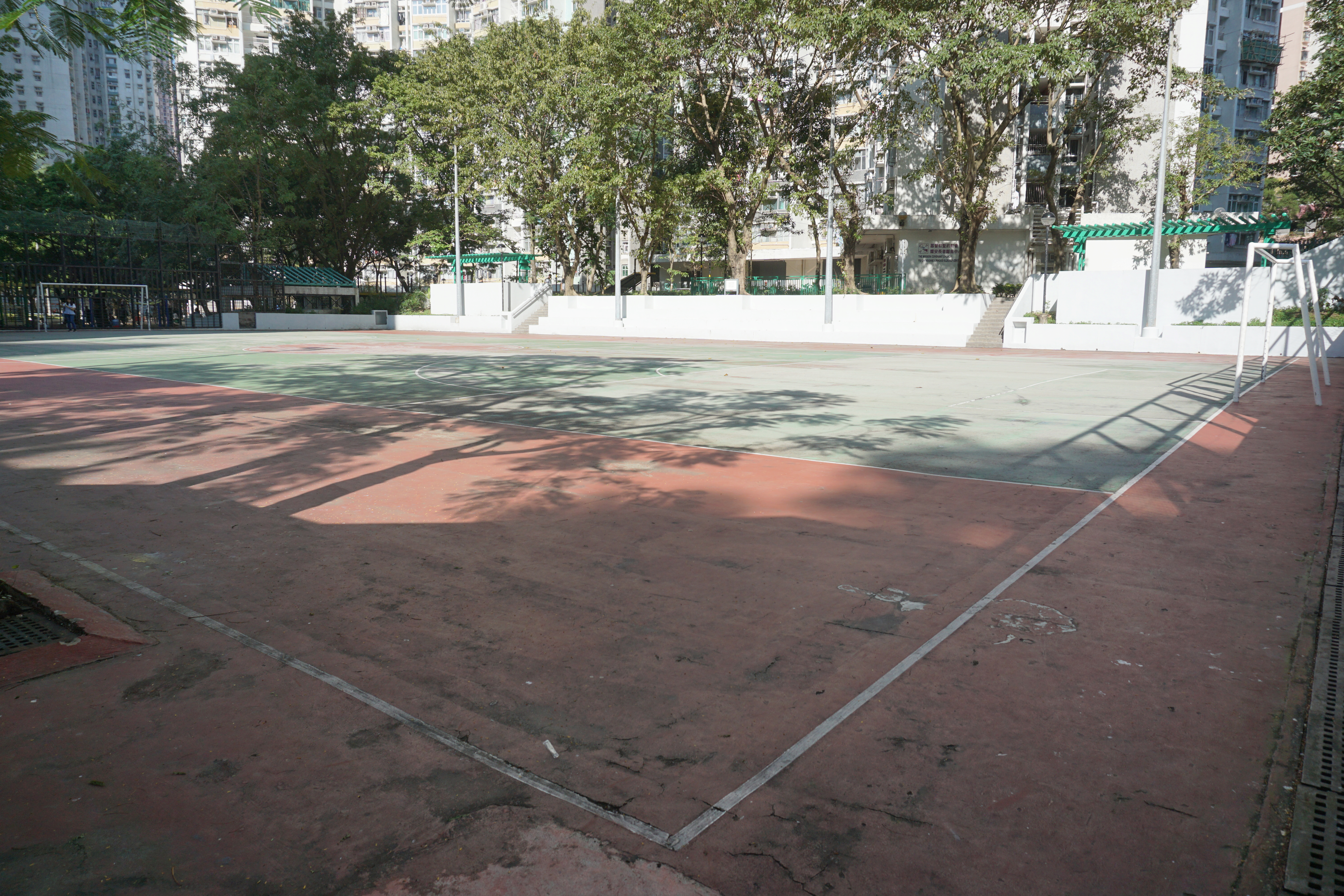
足球場
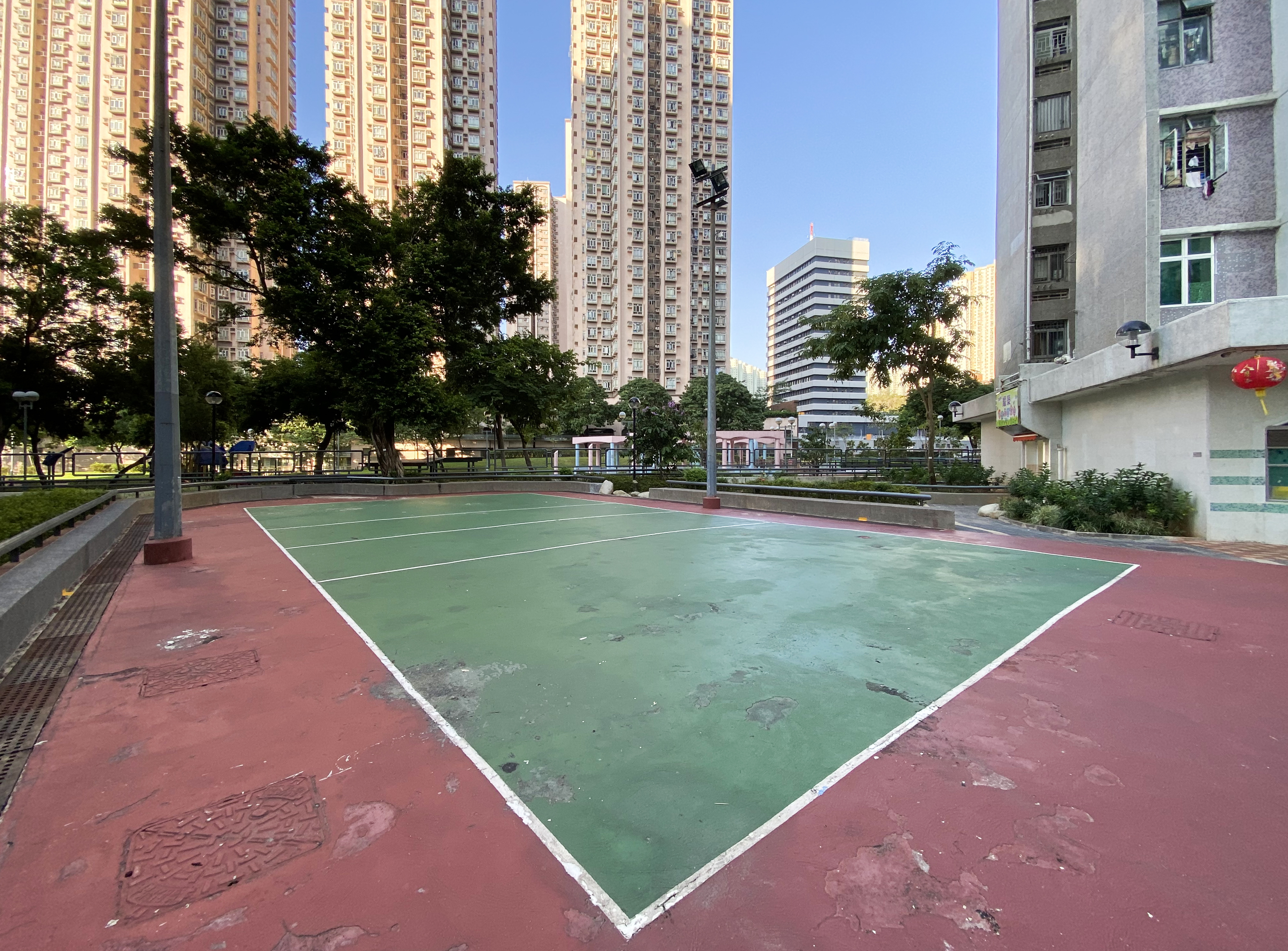
排球場
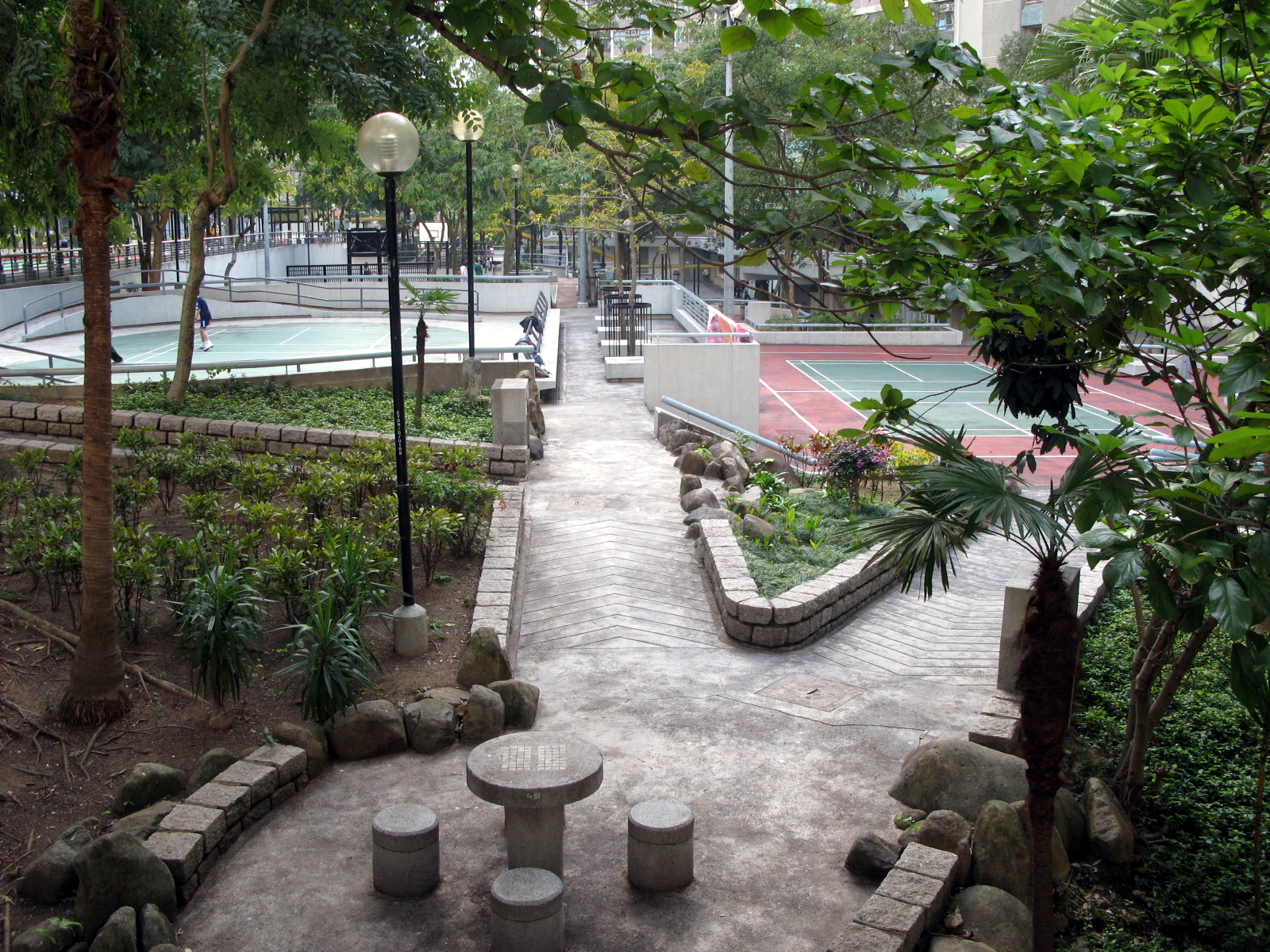
花園步道及棋藝區
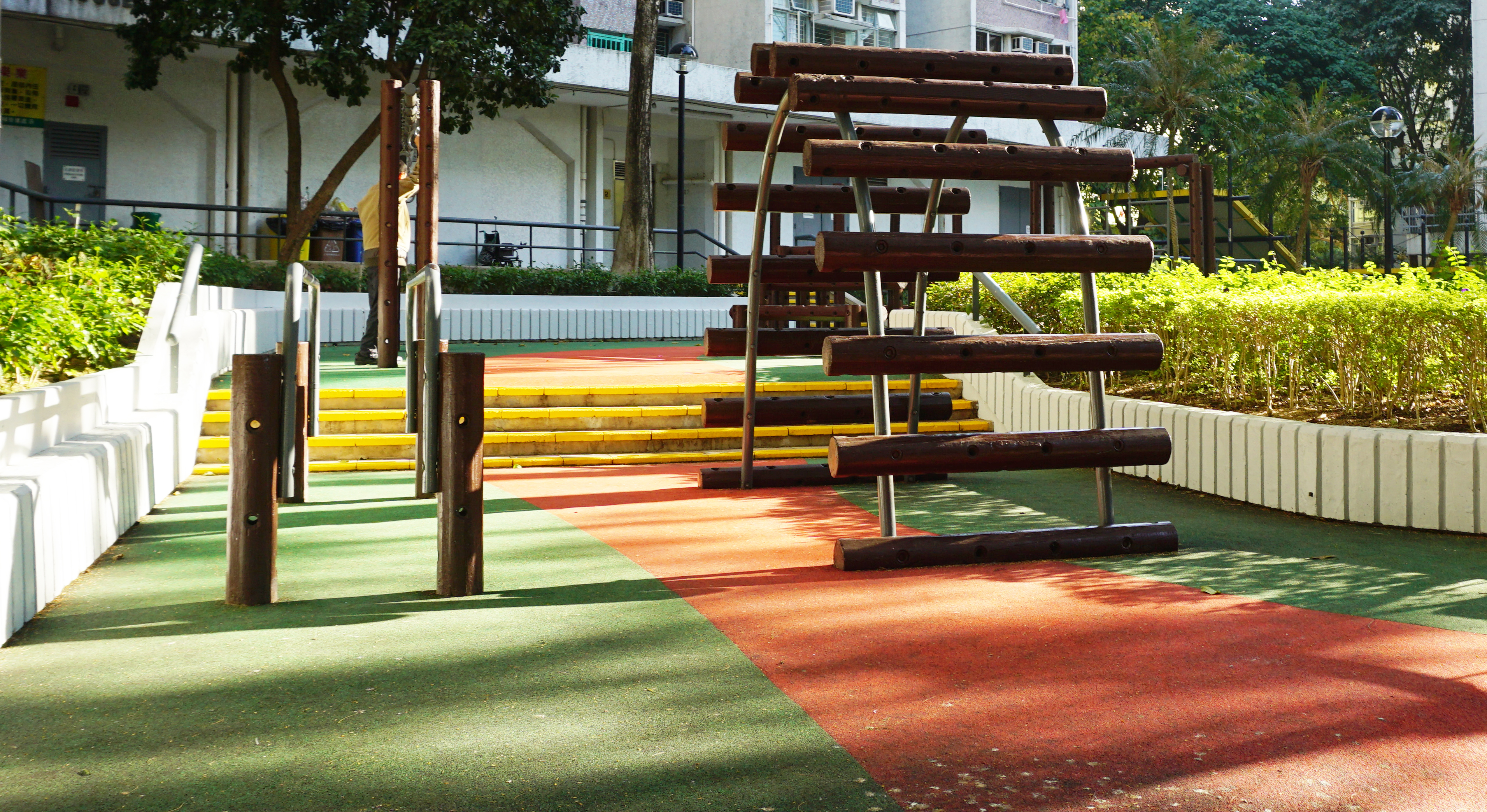
健體區
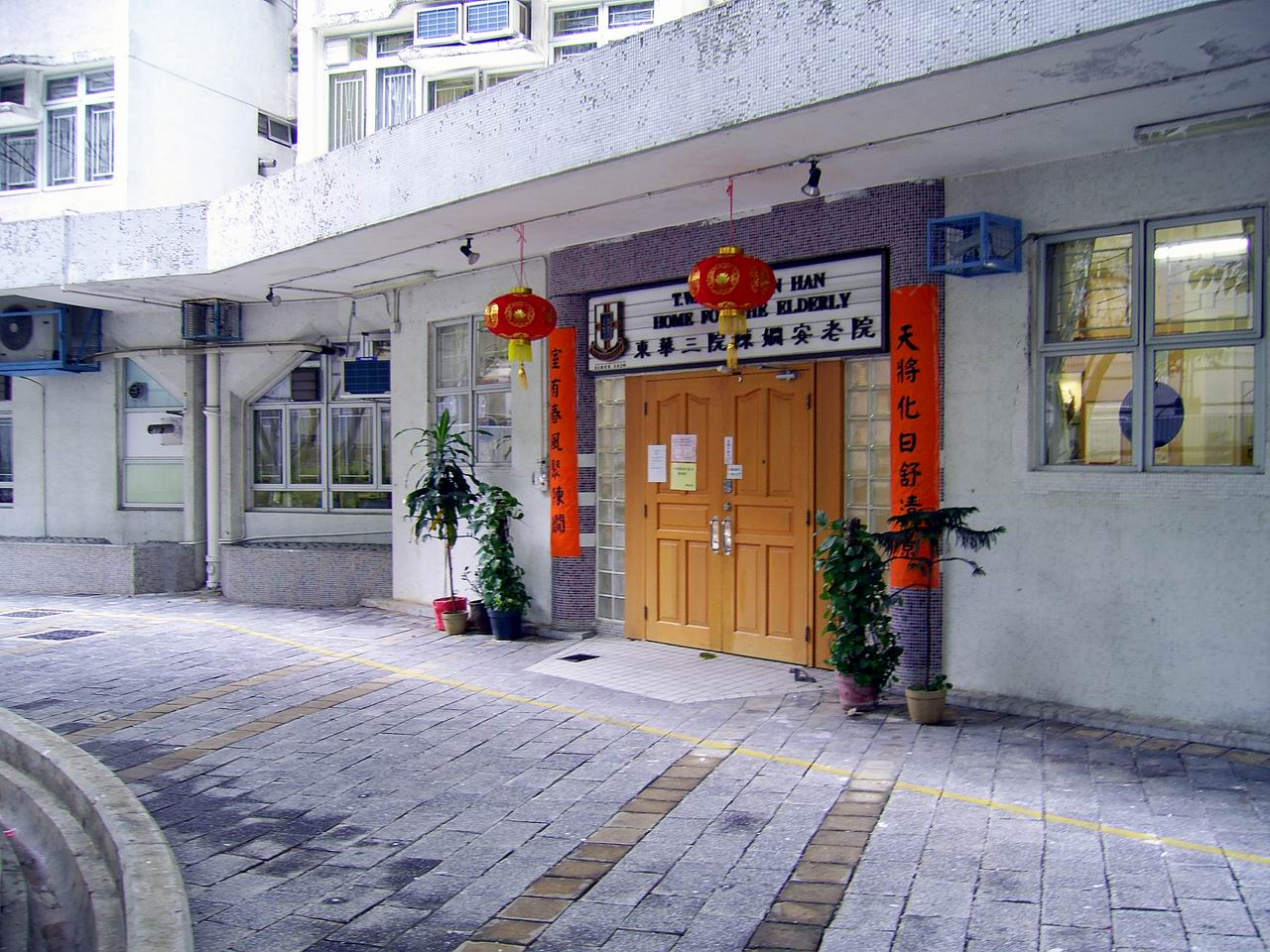
東華三院陳嫻安老院
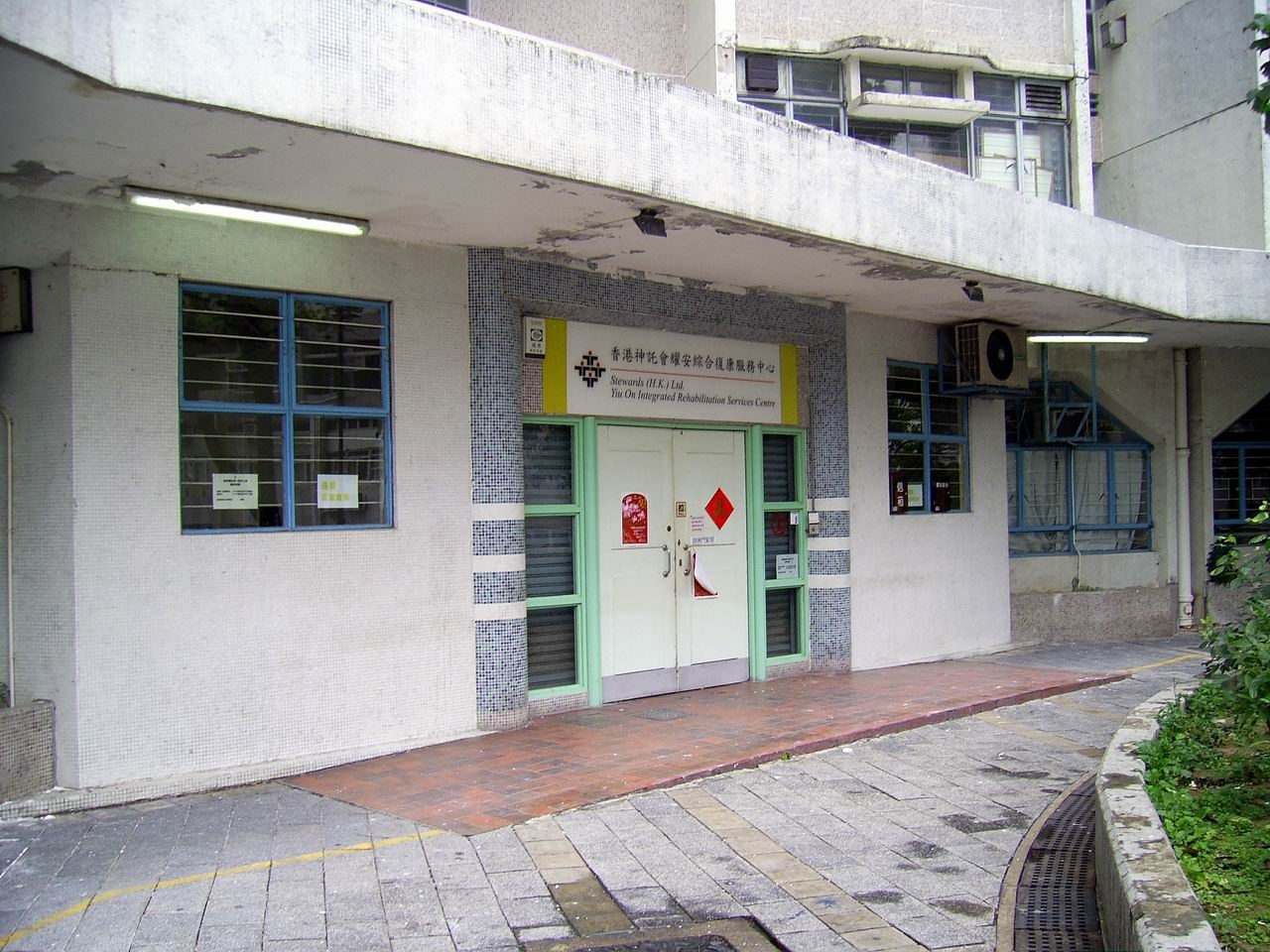
香港神託會耀安綜合復康服務中心

### 耀安商場

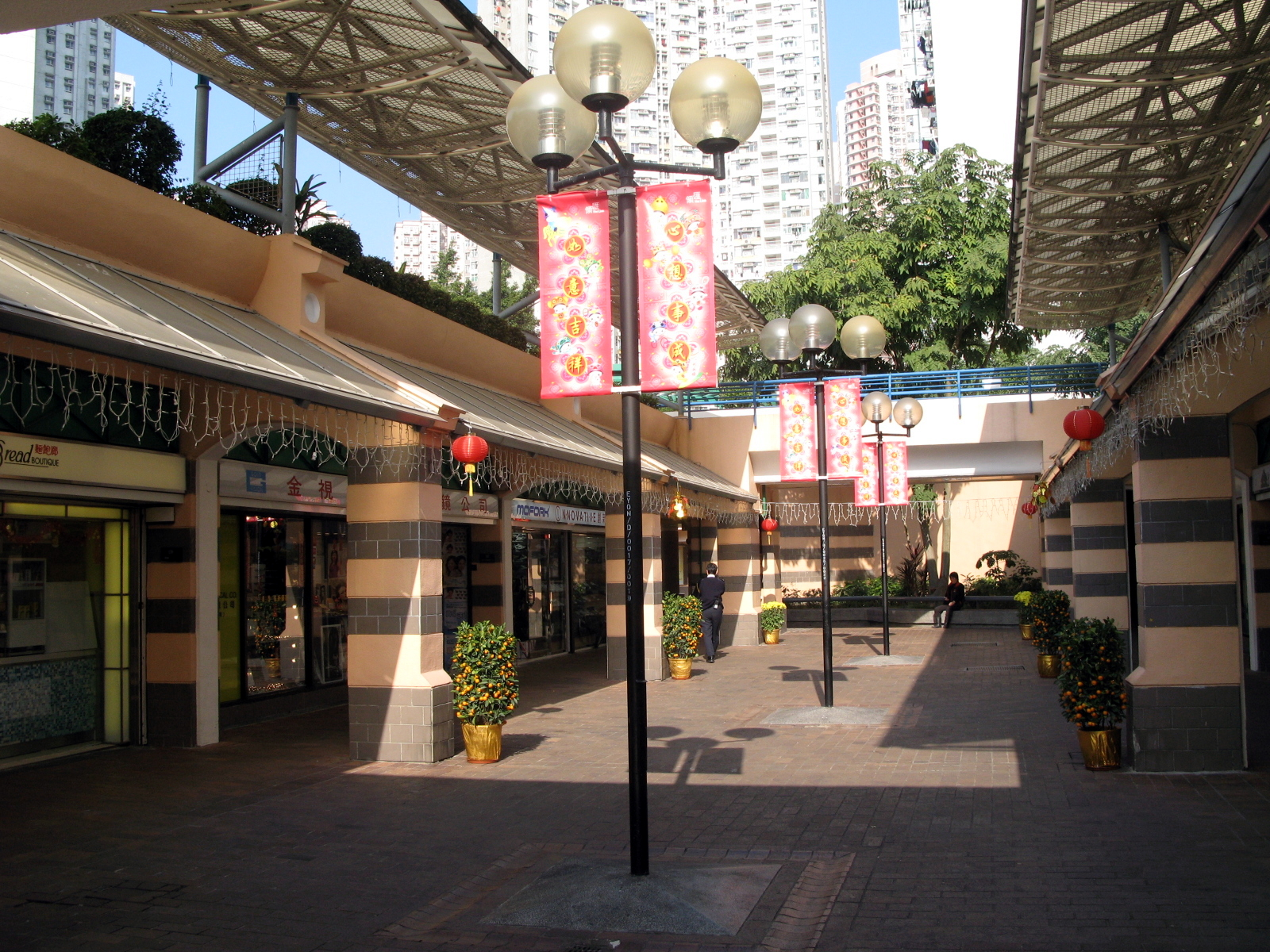
耀安商場（2008年）

在公共設施方面，耀安商場及停車場於1989年落成，樓面面積7,878平方米。商場採用露天步行街設計，舖位及有蓋行人道設於兩側，中央設有小型庭園及小型噴水池，令整個商場有自然通風及讓天然光透進商場內；外牆則飾以壓花油漆及瓷磚。商場天台設有花園及通道連接毗鄰之耀和樓。主要租戶包括7-11便利店、HKTVMall超市、診所、髮廊及多間雜貨店。商場現時由領展管理。

### 耀安街市
耀安商場附近的耀安街市（英語：Yiu On Market）於1989年6月落成，曾經名為「恒耀街市」，為全港首個外判私營的屋邨街市，街市曾經兩次翻新，2013年11月27日首次翻新完成重開，英文易名為「iMARKET」，引入全香港首個八達通付款街市，去除舊式街市價碼不清、甚至虧秤的陋習，場內更增有WiFi服務。2019年5月31日起關閉以進行第二次翻新，2020年1月7日重開，面積較以往大幅縮小，中英文改稱「本灣水產」（英語：Hong Kong Flavour）。耀安區區議員冼卓嵐指，不少長者投訴「本灣水產」只採用無現金支付方式，不收接受現金。加上可選購的商品不多，居民只能步行10分鐘路程至附近新港城中心或恒安街市買餸。

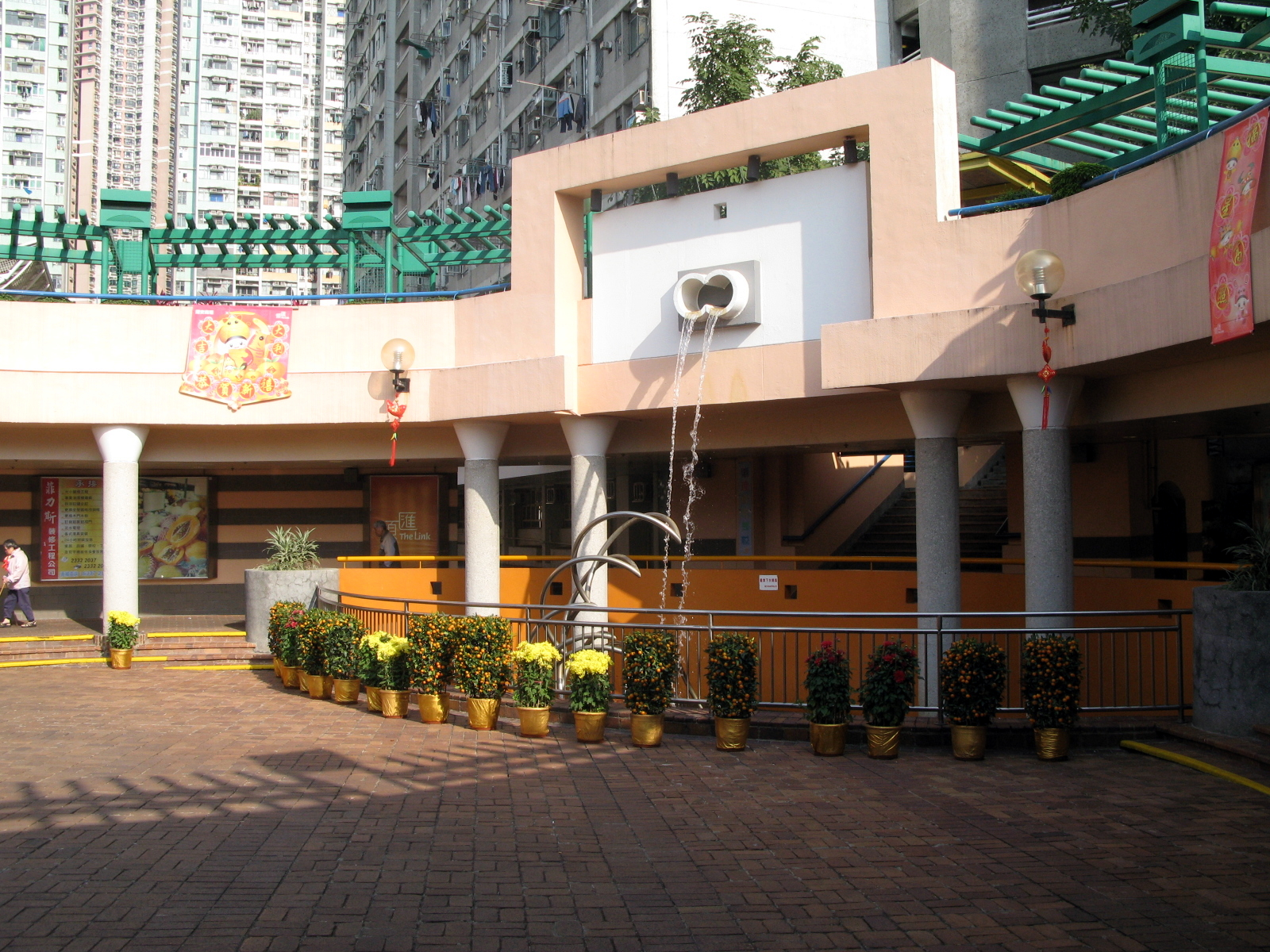
耀安商場水池
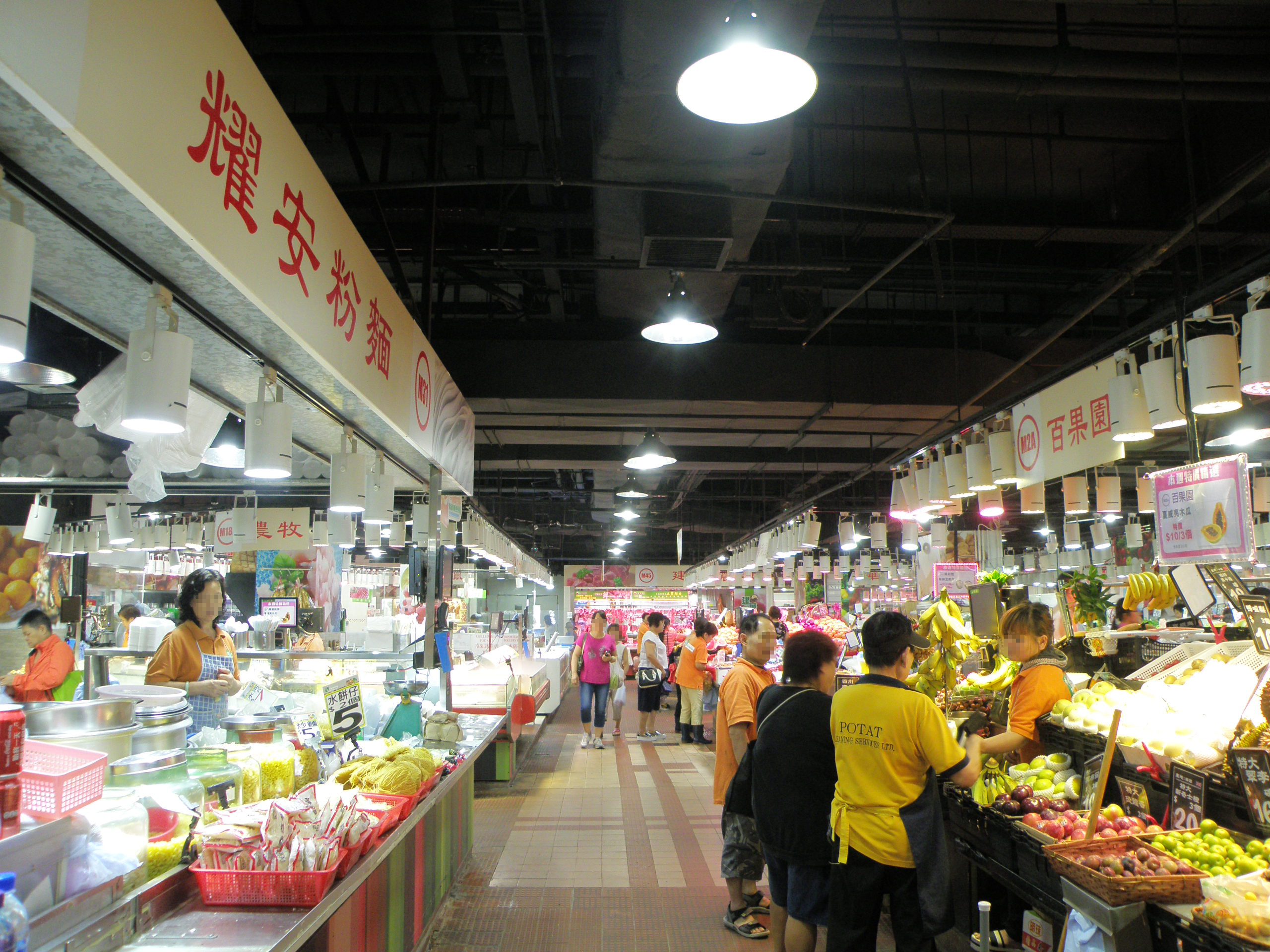
2013年11月首次翻新後的耀安街市
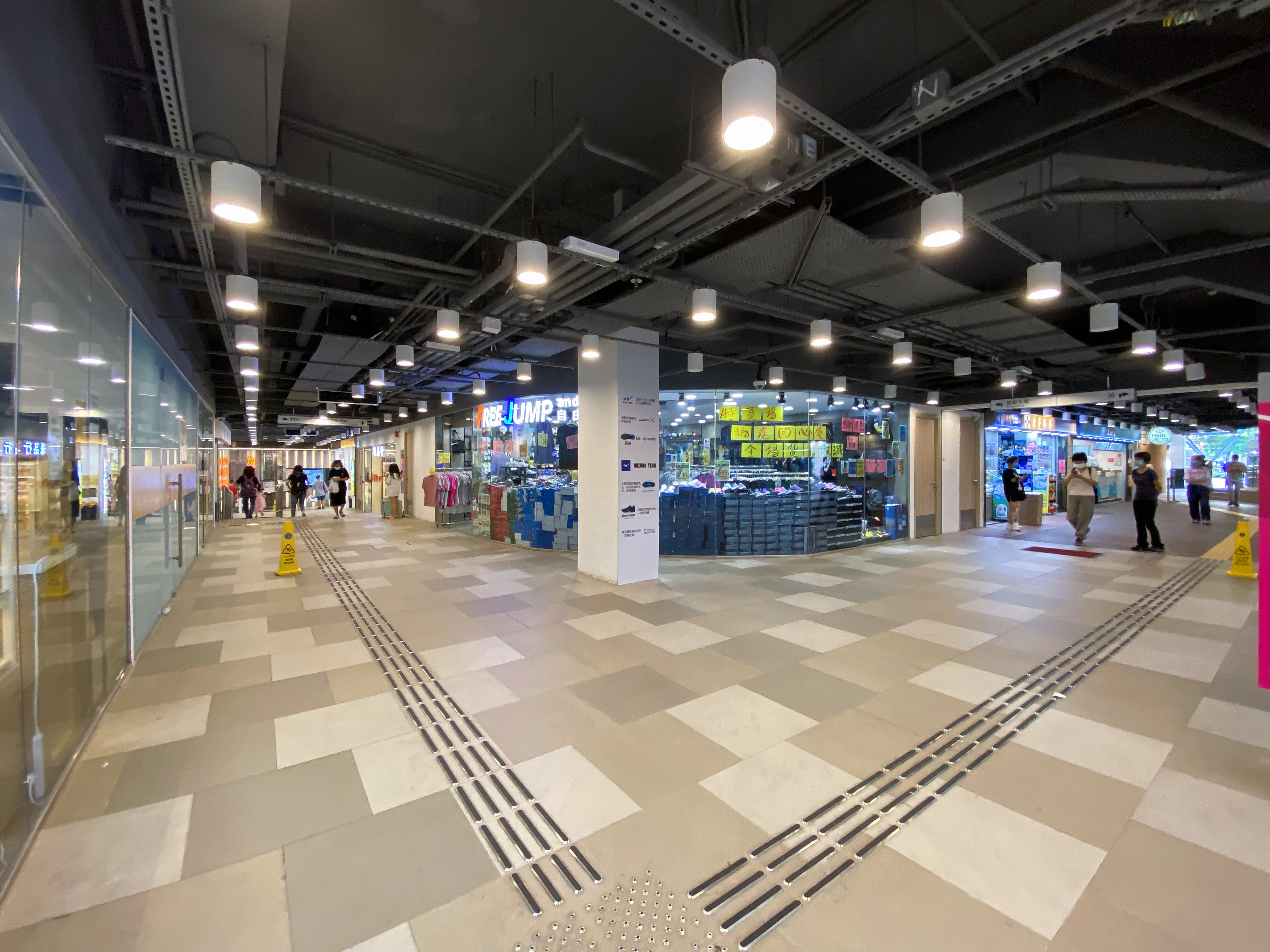
街市在2019年進行第二次翻新後，大部分範圍作零售商店
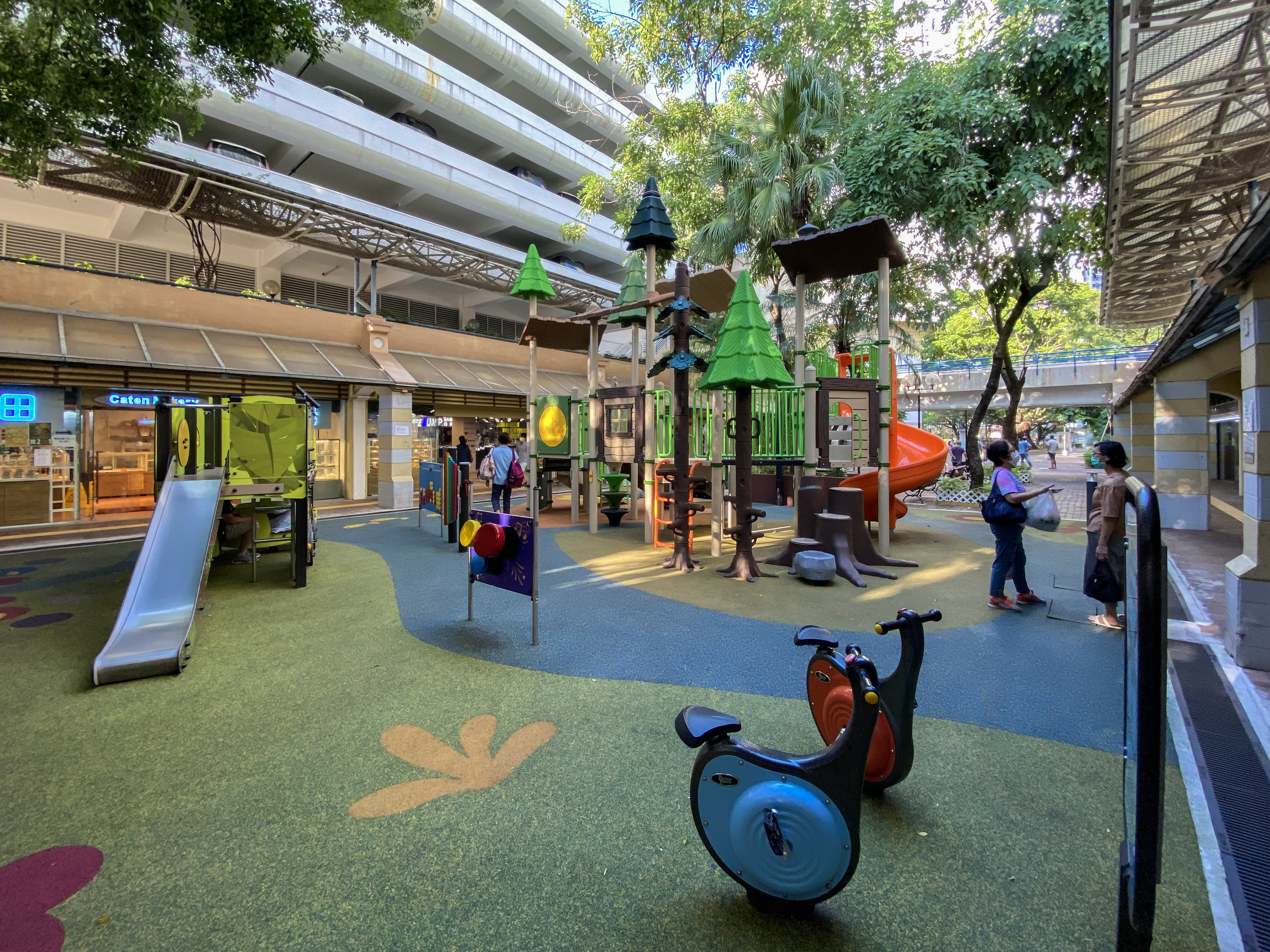
領展在2019年翻新時，將廣場改為兒童遊樂場
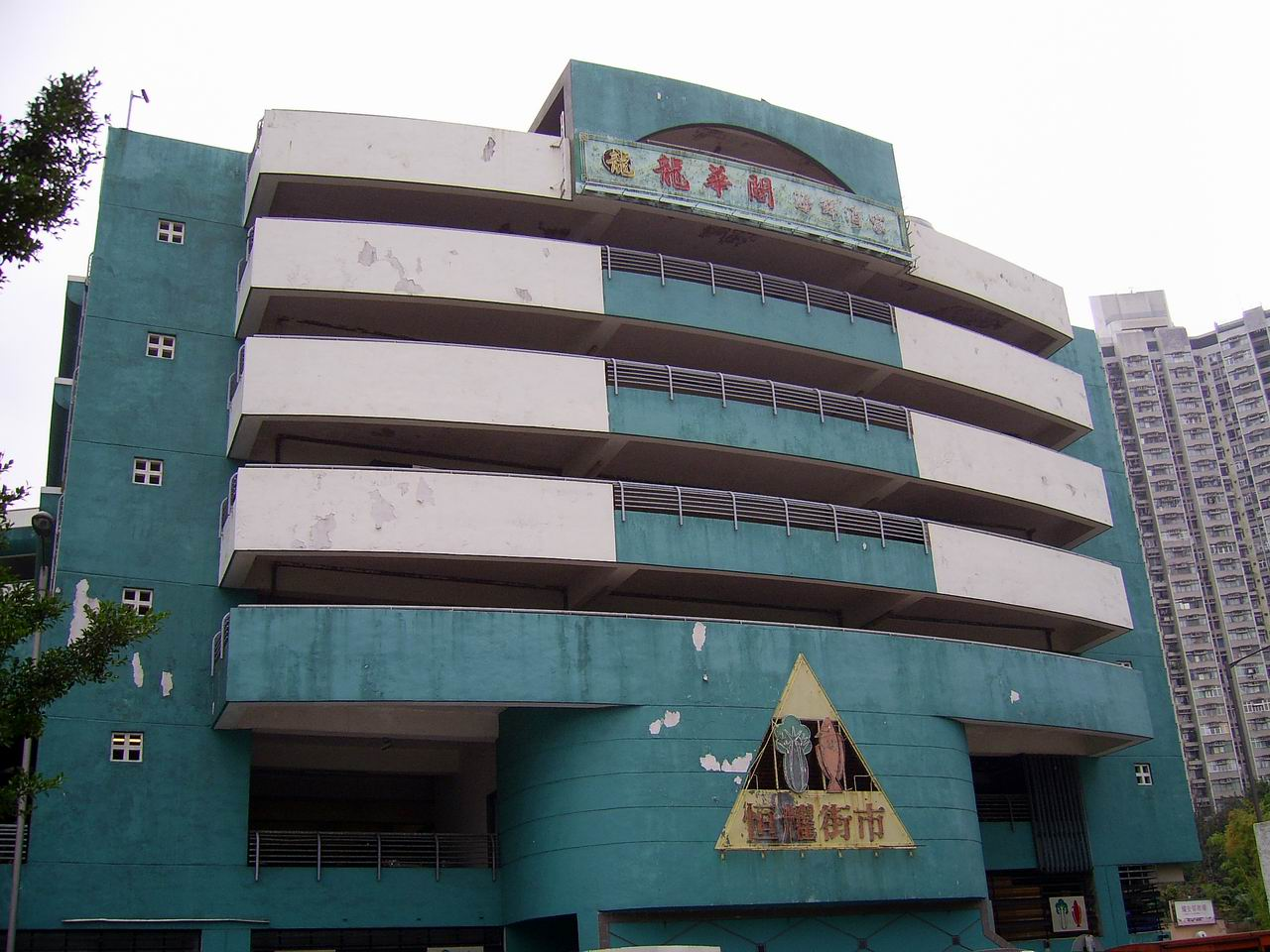
易名前的恒耀街市及翻油前的停車場（2008年）
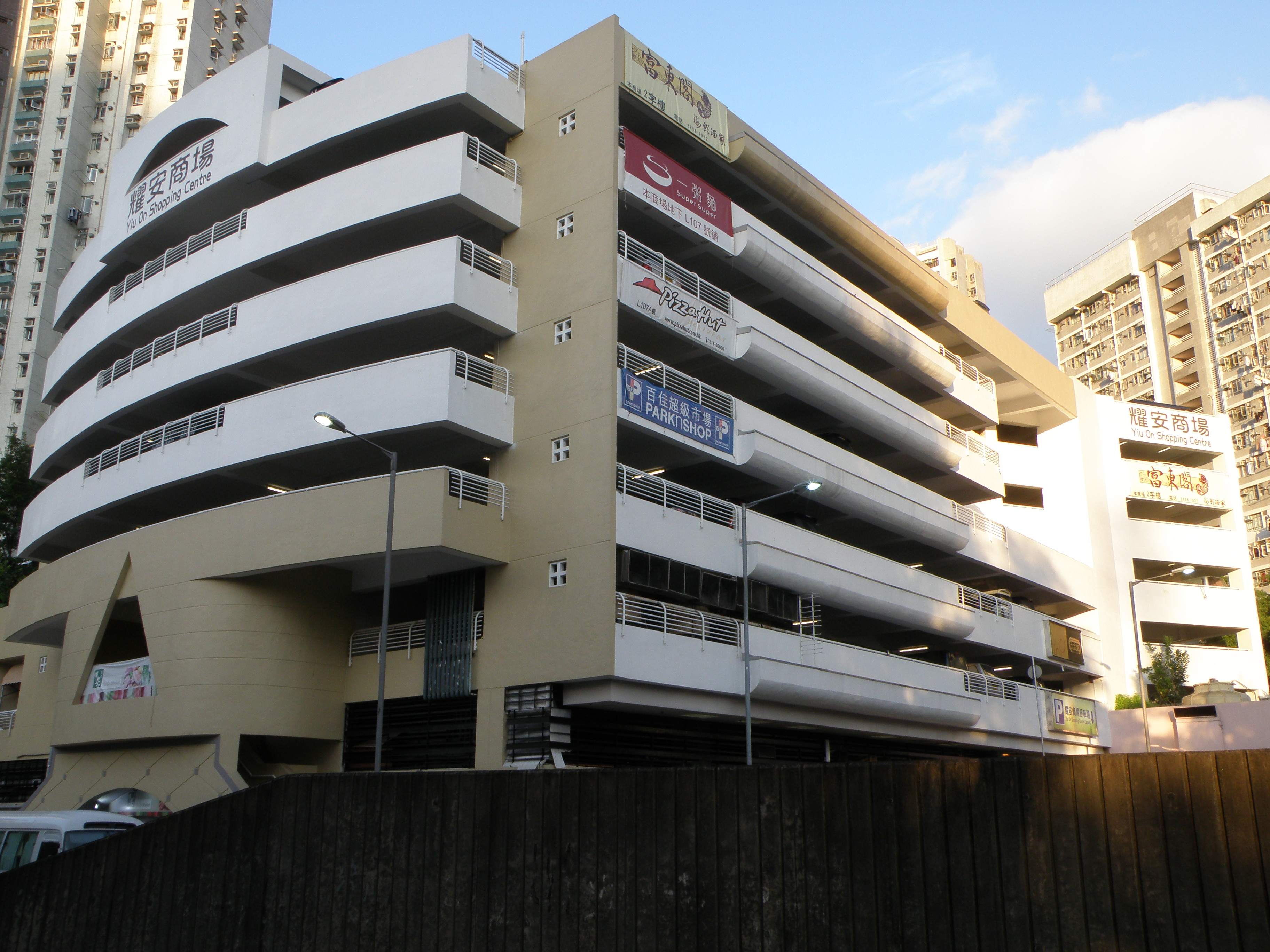
翻油後的耀安邨停車場

## 教育設施
耀安邨內設有不少教育設施，包括保良局莊啟程小學及香港專業進修學校。屋邨內更設有幼兒園。此外，耀頌樓地下設有閱覽室。

### 大專院校
- 香港專業進修學校

### 中學
已結束
- 育才中學（沙田）：2009年停辦

### 小學
- 保良局莊啟程小學

已結束
- 嗇色園主辦可暉學校（1989年創辦）

### 幼稚園
- 循理會白普理循理幼兒學校 （页面存档备份，存于） （1989年創辦）（位於耀和樓2樓4-9號）
- 耀榮中英文幼稚園 （页面存档备份，存于）（1989年創辦，將於2025年停辦）（位於耀榮樓地下）

已結束
- 香港學位教師會蒙楊雪姬幼稚園（1988年創辦）（位於耀平樓地下，2019年4月改變用途為香港神託會 - 創薈坊會所）
- 耀安村菩提中英文幼稚園（1989年創辦）（位於耀欣樓地下）

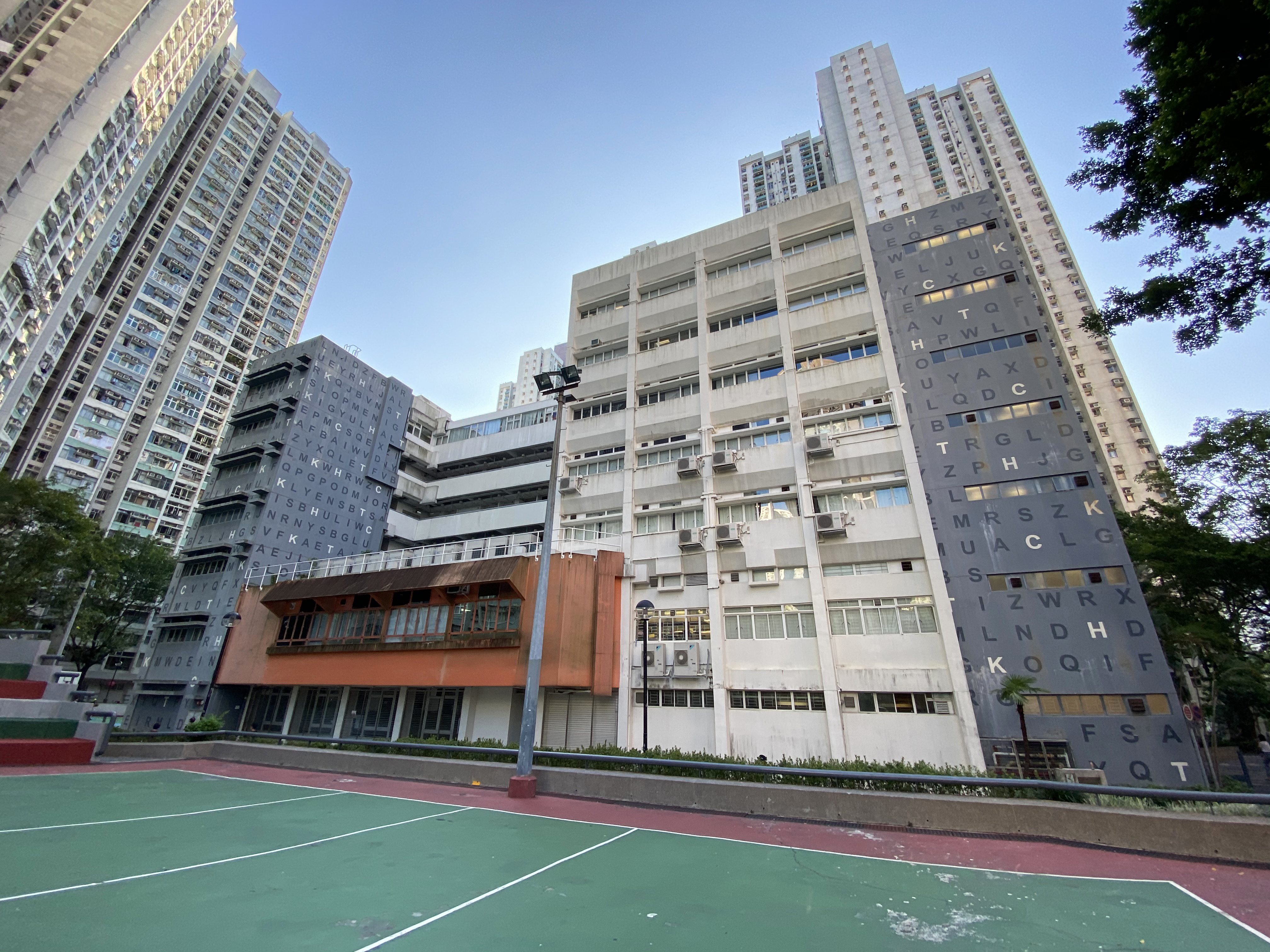
香港專業進修學校（2020年10月）
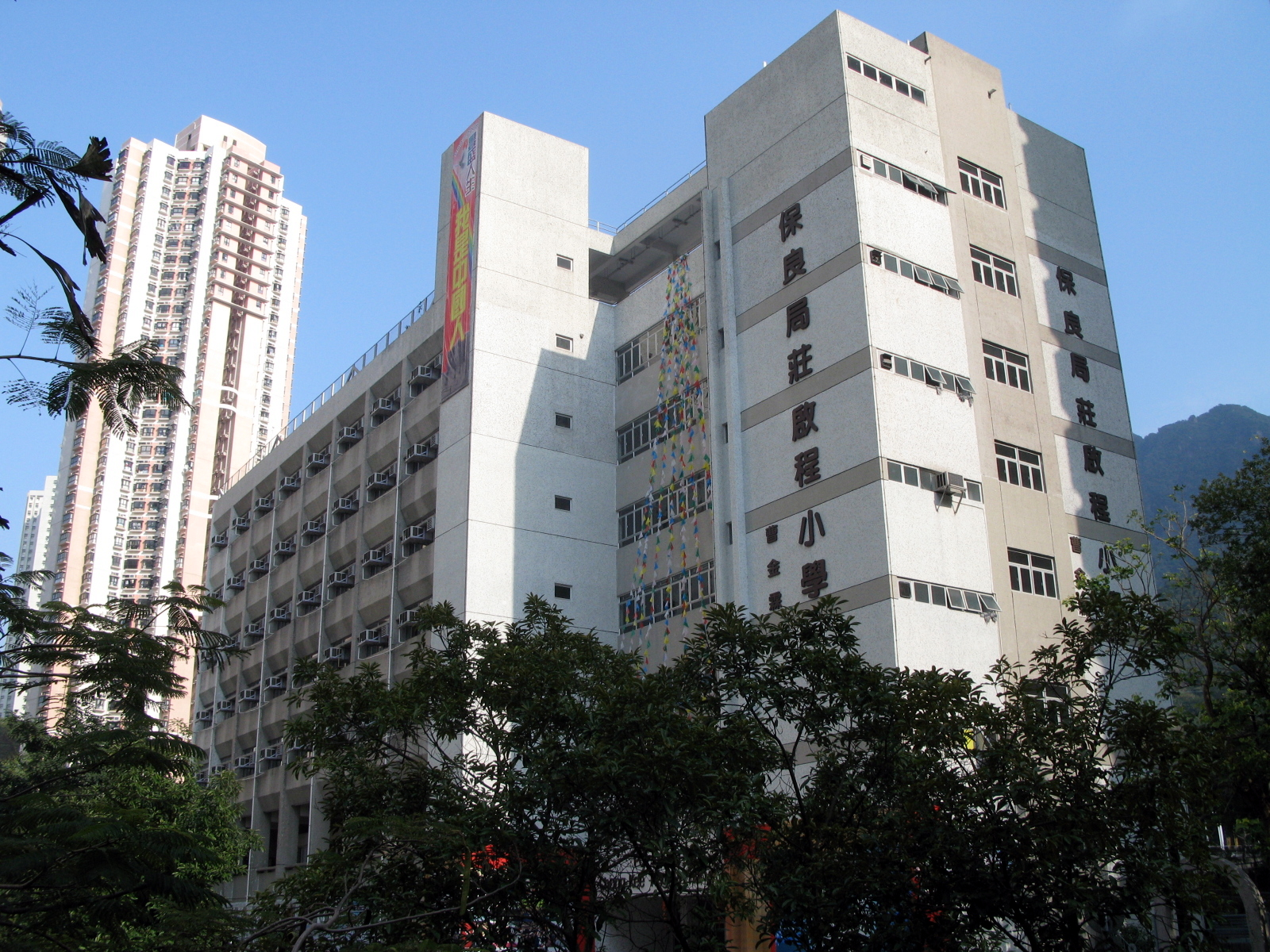
保良局莊啟程小學

## 知名住客
- 張秀文：香港女演員及主持，曾為《2010年度香港小姐競選》亞軍，現為無綫電視經理人合約藝員[12]。
- 關梓陽：香港男演員及健身教練
- 丁仕元：沙田區議會錦英選區區議員（2016年－2021年）；耀安選區區議員（2004年－2007年），曾經居住本邨
- 李世榮：前沙田區議會耀安選區區議員（2012年－2019年）、香港立法會新界東南選區議員（2022年至今），曾經居住本邨
- 許立燊：沙田區議會錦濤選區區議員（2020年－2023年）

## 所屬區議會
耀安邨與毗鄰的錦禧苑均屬於沙田區議會耀安，現任區議員是民主黨成員冼卓嵐。而在立法會地區直選當中，則屬於新界東（LC5）選區。

### 歷屆議員
| 屆別           | 議員   | 政治聯繫 | 政治聯繫           |
| -------------- | ------ | -------- | ------------------ |
| 1994年－1999年 | 黃戊娣 |          | 民建聯 · 新 新社聯 |
| 2000年－2003年 | 黃戊娣 |          | 民建聯 · 新 新社聯 |
| 2004年－2007年 | 丁士元 |          | 前 前綫            |
| 2008年－2011年 | 黃戊娣 |          | 民建聯 · 新 新社聯 |
| 2012年－2015年 | 李世榮 |          | 民建聯 · 新 新社聯 |
| 2016年－2019年 | 李世榮 |          | 民建聯 · 新 新社聯 |
| 2020年－2023年 | 冼卓嵐 |          | 民主黨             |

## 重大事件

### 意外墮樓壓死女途人慘劇
2010年2月9日，耀榮樓發生罕見「墮樓壓死途人」慘劇，一名70歲婆婆在27樓家中曬晾衣服時，疑因失重心墮下直插地面，壓中路過居於同座大廈的50歲婦人，兩人雙雙慘死當場。

### 半夜飛人 警通宵「尋親」
2014年3月2日凌晨4時許，耀安邨耀平樓一名姓郭34歲男子疑難抵情緒病折磨，悄然跳樓結束生命，倒臥一樓簷篷，警員及救護員到場，證實男子已死亡。據悉，由於男子身上並無任何身份證明文件，一度身世成謎，警員根據其墮樓位置，估計他從高層墮下，遂封鎖現場由「高至低」逐層「洗樓」查問，直至天光，終尋獲事主家人。警方亦認為事件無可疑，死者遺體至上午11時許始由仵工舁送殮房。

## 外部連結
- 耀安商場及停車場[永久]
- 馬鞍山區巴士線（页面存档备份，存于）
- 馬鞍山區專線小巴線
- 房委會物業位置及資料 耀安邨 （页面存档备份，存于）
- 房委會物業位置及資料 錦禧苑 （页面存档备份，存于）